# ZAZ
ZAZ (ukrajinsky ЗАЗ) je automobilka v ukrajinském Záporoží, proslula hlavně výrobou Záporožce a modelu Tavria.

## Modely
Dříve vyráběné modely
- ZAZ-965 (1960–1969)
- ZAZ-966 (1967–1972)
- ZAZ-968 (1972–1994)
- ZAZ-1102 (1989–1997)
- ZAZ-1102 (1998–2007)
- ZAZ-1105 (1994–1997)
- ZAZ-11055 (1998–2011)
- ZAZ-1103 (1998–2011)